# Gollumiella ochreata
Gollumiella ochreata är en stekelart som beskrevs av John M. Heraty 2004. Gollumiella ochreata ingår i släktet Gollumiella och familjen Eucharitidae. Inga underarter finns listade i Catalogue of Life.